# Opiomeloe
Opiomeloe is een geslacht van kevers uit de familie oliekevers (Meloidae).
Het geslacht is voor het eerst wetenschappelijk beschreven in 1985 door Selander.

## Soorten
Het geslacht omvat de volgende soort:
- Opiomeloe flavipennis (Guérin-Ménéville, 1843)